# Painkiller (cocktail)
Il Painkiller è un cocktail alcolico a base di rum scuro nato nelle Isole Vergini Britanniche.

## Ingredienti
- 2 parti rum scuro (Pusser's Navy Rum)
- 4 parti succo d'ananas
- 1 parte succo d'arancia fresco
- 1 parte crema di cocco

## Procedimento

Bicchiere tumbler basso

Riempire con del ghiaccio tritato la metà di un bicchiere (ideale un tumbler basso) pre-raffreddato. Mescolare bene i succhi ed il cocco in uno shaker, aggiungere il rum, mescolare e versare nel bicchiere. Concludere con generosa spolverata di noce moscata.